# Houchang Nahavandi
Pour les articles homonymes, voir Nahavandi.
Houchang Nahavandi né le 2 décembre 1932 à Racht (Iran) est un ancien ministre et professeur d'université iranien, exilé depuis la Révolution iranienne de 1979.

## Biographie
Ancien professeur d'économie politique, il a été recteur des universités de Chiraz (Université Pahlavi) (1968-1971) et de Téhéran (1971-1977, ensuite président du conseil d'administration jusqu'en février 1979).
Il a été ministre du Développement de 1964 à 1968 et de l'Enseignement supérieur de septembre à octobre 1978 dans un des derniers gouvernements du Shah Mohammad Reza Pahlavi, dirigé par Jafar Sharif-Emami, ainsi que directeur du cabinet de l'impératrice Farah Pahlavi de 1976 à 1978,.
Il est le père de la sociologue belge Firouzeh Nahavandi.